# Liste der höchsten Gebäude in den Vereinigten Staaten

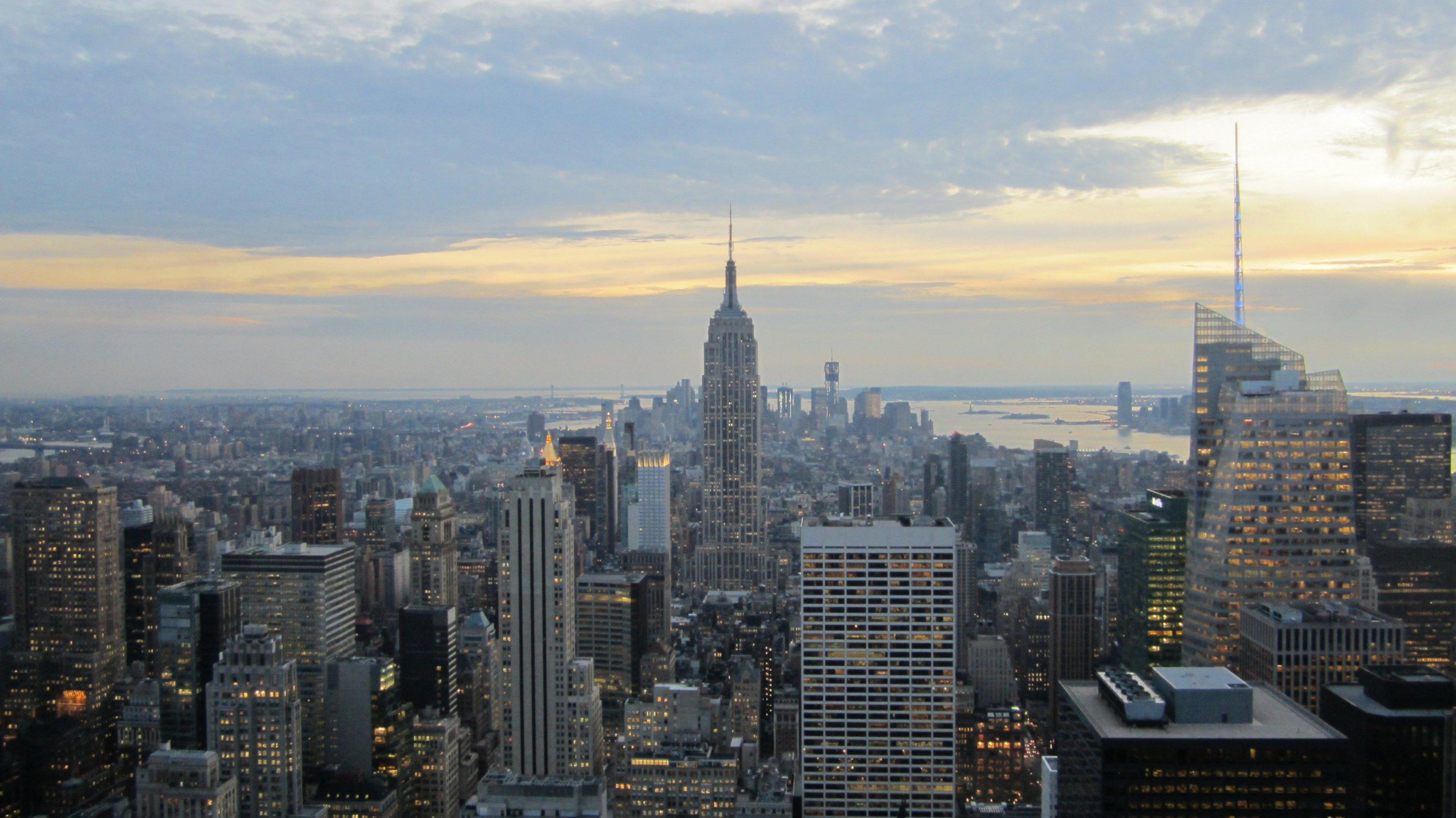
Blick über New York City (Midtown Manhattan)

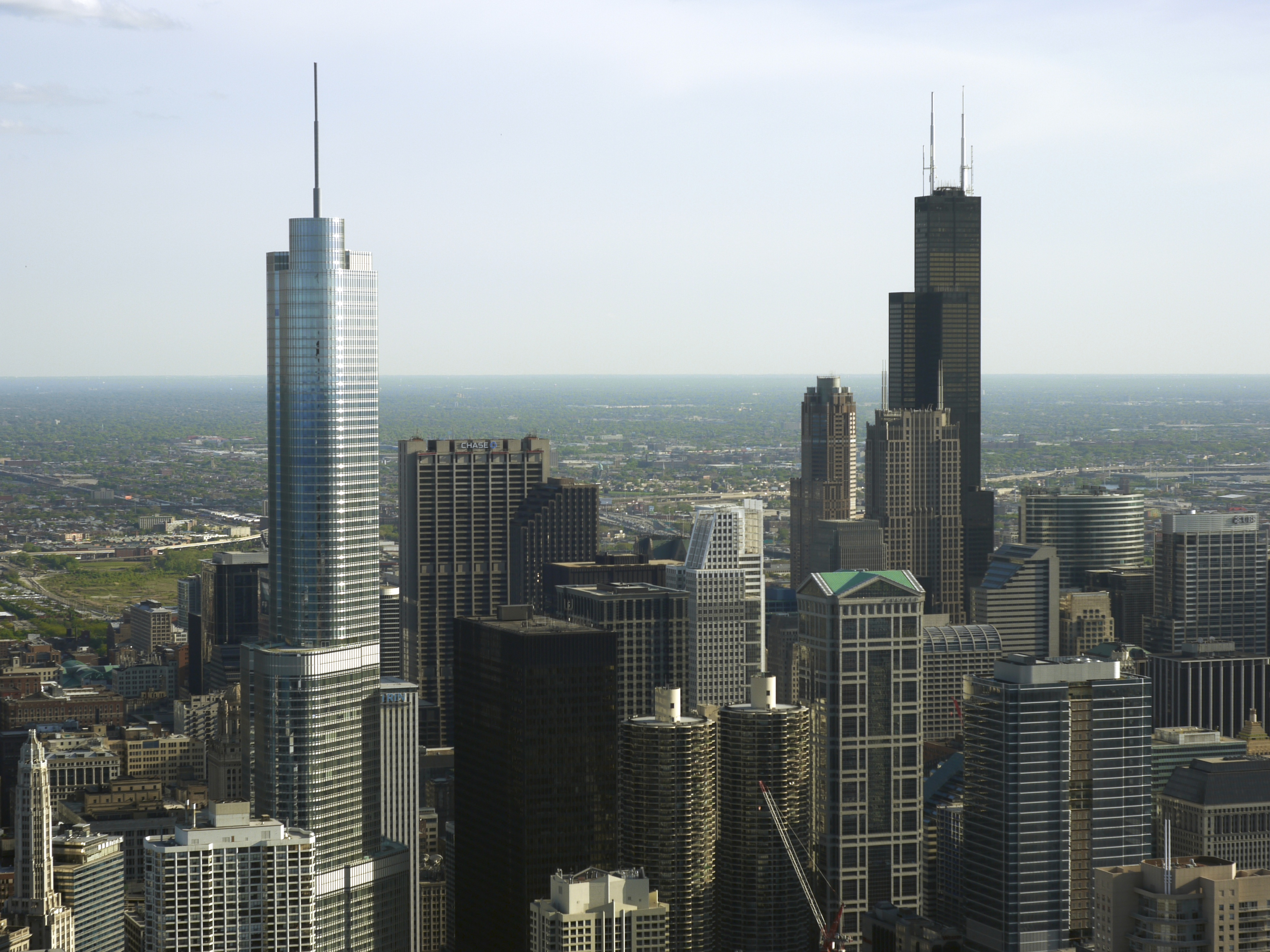
Blick auf die Skyline von Chicago

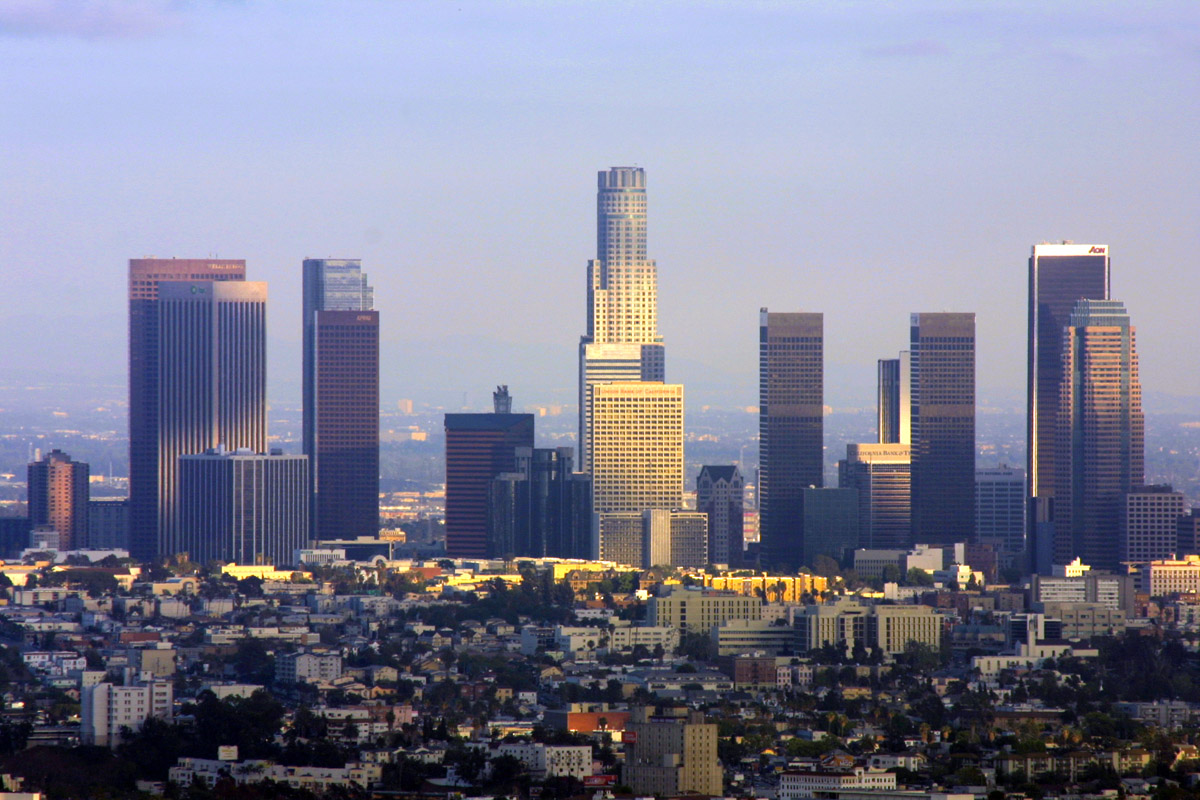
Skyline von Los Angeles

Grafischer Vergleich der höchsten Gebäude (nach absoluter Höhe, also auch Antennen)

Die Liste der höchsten Gebäude in den Vereinigten Staaten umfasst Listen der Wolkenkratzer der USA, die unter verschiedenen Gesichtspunkten zusammengestellt wurden:
- Eine Rangliste der höchsten Gebäude allgemein,
- ergänzend weitere Listen nach verschiedenen Messkategorien (z. B. Höhe inklusive Antennen etc.),
- nach zeitlichen Gesichtspunkten,
- nach Funktion und dem Grad ihrer Umsetzung (z. B. im Bau oder in Planung befindlich und dergleichen).
- Den Schluss bildet eine Liste der nicht mehr bestehenden, einst aber zu den höchsten zu zählenden Gebäude.

## Einführung
Das höchste Gebäude der Vereinigten Staaten ist seit seinem Richtfest im Mai 2013 das 541 m hohe One World Trade Center in New York, das im November 2014 eröffnet wurde. Es löste den 1974 fertiggestellten Willis Tower (vormals Sears Tower) in Chicago nach 39 Jahren als höchstes Gebäude des Landes ab. Der 442 m hohe Willis Tower wurde bis 1998 als das höchste Gebäude der Erde bezeichnet. Dieser Titel war jedoch nach 1998 umstritten, da der Willis Tower das höchste fertiggestellte Gebäude in der Gesamthöhe (mit Masten) der Welt war, bis 2010 der Burj Khalifa eröffnete. Die Antennenspitze ragt 527 m in den Himmel, wodurch er gleichzeitig die zweithöchste nicht abgespannte Konstruktion des Landes darstellt. Der Willis Tower wurde 2020 vom zweithöchsten Gebäude der USA, dem 472 m hohen Central Park Tower in New York übertroffen, der auch als das höchste Wohngebäude der Welt gilt. Auf Rang vier der Liste der höchsten Gebäude in den Vereinigten Staaten steht der 2021 fertiggestellte 435 m hohe 111 West 57th Street (auch Steinway Tower) in New York. Mit einem Breiten-Höhen-Verhältnis von 1:24 ist der Wohnturm das schlankeste Gebäude auf der Welt. Das fünfthöchste Gebäude ist das in New York stehende One Vanderbilt mit einer Höhe von 427 Meter. Mit dem 432 Park Avenue wurde 2015 ein Wohnwolkenkratzer fertiggestellt, der mit 426 m die Stelle des sechsthöchsten Gebäudes der USA einnimmt. Das Empire State Building (381 m, mit Antenne 443 m, 102 Etagen) nimmt mit Stand 2024 mittlerweile den zehnten Rang ein. Seit dem 11. September 2001 war es bis zum Bau des One World Trade Center auch wieder das höchste Gebäude in New York City.
Das höchste Gebäude außerhalb von New York City und Chicago ist das Comcast Technology Center in Philadelphia mit einer Höhe von 342 m. Nur sieben Meter kleiner ist der Wilshire Grand Tower in Los Angeles, der höchste Wolkenkratzer an der Westküste der Vereinigten Staaten. Jedoch ist der Turm nur auf der 16. Position der Rangliste der höchsten Gebäude in den Vereinigten Staaten platziert.
Derzeit (Stand 2024) sind weitere Hochhäuser im Bau, die meisten in New York. Das 2014 vollendete One World Trade gehört zum neuen World Trade Center, wo noch weitere Hochhäuser entstanden sind und entstehen werden. Der mit einer Höhe von 411 m geplante 2 World Trade Center befindet sich seit 2010 im Baustopp. Außerdem werden gerade einige neue superhohe Wolkenkratzer mit Luxusapartments gebaut oder befinden sich in Planung. Seit 2012 befindet sich das Hudson-Yards-Project in New York City im Bau, ein neuer Gebäudekomplex bestehend aus etwa 15 Wolkenkratzern, von denen einige die 300 m erreichen, darunter als höchstes Gebäude der 2019 fertiggestellte 395 Meter hohe 30 Hudson Yards.

## Höchste Gebäude

### Nach offizieller Höhe
Diese Liste zeigt die höchsten Gebäude in den Vereinigten Staaten. Aufgelistet sind fertiggestellte Gebäude, im Bau befindliche nur dann, wenn sie ihre endgültige Höhe bereits erreicht haben (solche sind mit Fußnoten versehen). Es gilt für die Rangliste die offizielle Höhe mit Höhe der Gebäudestruktur inklusive Turmspitzen, jedoch ohne Antennen und andere technische Aufbauten. Die Spalte Nutzung gibt die Funktionen des Gebäudes an: Eine Einzelfunktion ist gegeben, wenn 85 Prozent oder mehr der Gebäudenutzfläche für einen Zweck verwendet wird. Eine gemischte Nutzung liegt vor, wenn jede Einzelfunktion mindestens 15 Prozent der Nutzfläche in Anspruch nimmt. Es werden alle Gebäude mit Höhen von mindestens 250 m aufgelistet (Stand: Oktober 2024).
E. = Etagen, BJ = Baujahr (Jahr der Fertigstellung)
| Bild | Nr. | Name                              | Höhe  | Nutzung (von unten nach oben) | E.   | BJ   | Stadt         | Bemerkungen |
| ---- | --- | --------------------------------- | ----- | ----------------------------- | ---- | ---- | ------------- | --- |
|      | 1   | One World Trade Center            | 541 m | Büro                          | 104  | 2014 | New York      | Das höchste Gebäude des aktuellen World Trade Centers erreichte im Mai 2013 seine endgültige Höhe. Seit dem Richtfest ist es das höchste Gebäude in New York, den Vereinigten Staaten und der Westhalbkugel. Darüber hinaus ist es das siebthöchste Gebäude der Welt und das weltweit höchste Bürogebäude. Eröffnet wurde das Gebäude im November 2014. Aussichtsetagen sowie ein Restaurant ab Etage 100 wurden Ende Mai 2015 eröffnet. |
|      | 2   | Central Park Tower                | 472 m | Einzelhandel / Wohnungen      | 099  | 2020 | New York      | Auch als Nordstrom Tower bekannt. Höchstes Gebäude der USA nach Dachhöhe. |
|      | 3   | Willis Tower                      | 442 m | Büro                          | 108  | 1974 | Chicago       | Das bis Juli 2009 Sears Tower genannte Gebäude war seit seiner Fertigstellung 1974 bis zum Bau des One World Trade Centers das höchste der USA. Seitdem verbleibt ihm der Rang des höchsten Gebäudes in Chicago. Von 1974 bis 1998 offiziell höchster Wolkenkratzer der Erde, war bis 2009 das höchste Gebäude der Welt nach totaler Höhe (mit Antennen 527 m). In der 103. Etage in 412 m Höhe befindet sich ein Aussichtsdeck.         |
|      | 4   | 111 West 57th Street              | 435 m | Wohnungen                     | 091  | 2019 | New York      | Endhöhe erreicht. Wurde ab 2019 bezogen. Ist das dritthöchste Gebäude New Yorks. |
|      | 5   | One Vanderbilt                    | 427 m | Büro                          | 058  | 2020 | New York      | Dachhöhe 397 m |
|      | 6   | 432 Park Avenue                   | 426 m | Wohnungen                     | 088  | 2015 | New York      | Ist nach Fertigstellung der höchste reine Wohnturm der westlichen Hemisphäre. |
|      | 7   | 270 Park Avenue A1                | 423 m | Büro                          | 060  | 2025 | New York      | Von Foster + Partners konzipiert, erreichte seine Endhöhe im November 2023. |
|      | 7   | Trump International Hotel & Tower | 423 m | Hotel / Wohnungen             | 098  | 2009 | Chicago       | Derzeit zweithöchstes Gebäude in Chicago. Bis zum Dach nur 357 m, die Spitze zählt zur Höhe mit. Höchstes Bauwerk im Besitz von Donald Trump. Höchste Betonstruktur in Nordamerika. Höchstes Gebäude, das in den USA in den 2000er Jahren errichtet wurde. |
|      | 9   | 30 Hudson Yards                   | 395 m | Büro                          | 090  | 2019 | New York      | Das höchste Gebäude des Hudson Yards Projekts. Auf 336 Metern befindet sich eine Aussichtsplattform |
|      | 10  | Empire State Building             | 381 m | Büro                          | 102  | 1931 | New York      | Vierthöchstes Gebäude der USA nach struktureller Höhe, achthöchstes Gebäude in New York City. Erstes Gebäude der Welt mit mehr als 100 Etagen, war von 1931 bis 1972 höchstes Gebäude der Welt. Besitzt in den Etagen 86 und 102 Aussichtsplattformen (auf 320 m und 373 m). Mit Antenne 443,2 m hoch. |
|      | 11  | Bank of America Tower             | 366 m | Büro                          | 055  | 2009 | New York      | Achthöchstes Gebäude in New York City. Bis zum Dach 288 m hoch, Mast zählt zur Höhe mit. Der Turm gehört der Bank of America und ist deren höchstes Gebäude. |
|      | 12  | The St. Regis Chicago             | 365 m | Büro                          | 0101 | 2020 | Chicago       | Dritthöchstes Gebäude Chicagos. |
|      | 13  | Aon Center                        | 346 m | Büro                          | 083  | 1973 | Chicago       | Vierthöchstes Gebäude Chicagos. |
|      | 14  | John Hancock Center               | 344 m | Büro / Wohnungen              | 100  | 1969 | Chicago       | War bei Fertigstellung zweithöchstes Gebäude der Erde, höchster Wolkenkratzer der Erde, der in den 1960er Jahren errichtet wurde. Mit Antennen 457 m hoch, Antennen zählen nicht zur Gebäudehöhe. Im 94. Stockwerk befindet sich eine Aussichtsplattform und neben ihr die höchstgelegene Eislaufbahn der Welt. In der 44. Etage ist das höchstgelegene Schwimmbad Nordamerikas gelegen.                                                 |
|      | 15  | Comcast Technology Center         | 342 m | Büro                          | 059  | 2018 | Philadelphia  | Ist das höchste Gebäude der Vereinigten Staaten außerhalb New Yorks und Chicagos. Nicht zu verwechseln mit dem ebenfalls in Philadelphia befindlichem Comcast Center. |
|      | 16  | Wilshire Grand Tower              | 335 m | Büro/Hotel                    | 073  | 2017 | Los Angeles   | Im November 2013 erfolgte der Baubeginn. 2016 wurde die Endhöhe erreicht und am 8. März 2017 wurde der Wolkenkratzer eröffnet. Es ist das höchste Gebäude an der Westküste der USA. |
|      | 17  | Three World Trade Center          | 329 m | Büro                          | 080  | 2018 | New York      | Teil des World-Trade-Center-Wiederaufbaus. Auch als 175 Greenwich Street bekannt. |
|      | 18  | Salesforce Tower                  | 326 m | Büro                          | 061  | 2018 | San Francisco | Höchstes Gebäude in San Francisco und zweithöchstes an der amerikanischen Westküste. |
|      | 19  | The Brooklyn Tower                | 325 m | Wohnungen                     | 093  | 2022 | New York      | Höchstes Gebäude von Brooklyn in New York und außerhalb von Manhattan. |
|      | 20  | 53W53                             | 320 m | Wohnungen                     | 082  | 2018 | New York      | |
|      | 21  | Chrysler Building                 | 319 m | Büro                          | 077  | 1930 | New York      | Von 1930 bis 1931 höchstes Gebäude der Welt, erster Hochhausbau, der höher als der Eiffelturm wurde. |
|      | 21  | New York Times Tower              | 319 m | Büro                          | 052  | 2007 | New York      | Hauptsitz der New York Times. |
|      | 23  | The Spiral                        | 314 m | Büro                          | 066  | 2022 | New York      | |
|      | 24  | Bank of America Plaza             | 312 m | Büro                          | 055  | 1993 | Atlanta       | Höchstes Gebäude in Atlanta, bis zum Dach 284 m, Spitze zählt zur Höhe. Seine Turmspitze besteht unter anderem aus Blattgold. |
|      | 25  | U.S. Bank Tower                   | 310 m | Büro                          | 073  | 1989 | Los Angeles   | Bis 2017 höchstes Gebäude an der amerikanischen Westküste. |
|      | 26  | 50 Hudson Yards                   | 308 m | Büro                          | 058  | 2022 | New York      | Gebäude ist Teil des Hudson Yards Projekts. |
|      | 27  | Franlin Center                    | 306 m | Büro                          | 060  | 1989 | Chicago       | Bis 2004 AT&T Corporate Center. |
|      | 28  | One57                             | 306 m | Hotel/Wohnungen               | 079  | 2014 | New York      | Das Gebäude beinhaltet eines der höchstgelegenen Wohnappartements des Landes. |
|      | 29  | JP Morgan Chase Tower             | 305 m | Büro                          | 075  | 1982 | Houston       | Höchster Wolkenkratzer in Houston. |
|      | 29  | 520 Fifth Avenue                  | 305 m | Büro/Wohnungen                | 088  | 2026 | New York      | Höchstes Wohngebäude an der Fifth Avenue. |
|      | 31  | 35 Hudson Yards                   | 305 m | Hotel/Wohnungen               | 072  | 2019 | New York      | Gebäude ist Teil des Hudson Yards Projekts. |
|      | 32  | One Manhattan West                | 303 m | Büro                          | 067  | 2019 | New York      | |
|      | 32  | Two Prudential Plaza              | 303 m | Büro                          | 064  | 1990 | Chicago       | |
|      | 34  | Wells Fargo Plaza                 | 302 m | Büro                          | 071  | 1983 | Houston       | Zweithöchstes Gebäude in Houston. |
|      | 35  | Four World Trade Center           | 298 m | Büro                          | 072  | 2013 | New York      | Teil des World-Trade-Center-Wiederaufbaus. Auch unter dem Namen seiner Adresse 150 Greenwich Street bekannt. Endhöhe wurde im Juni 2012 erreicht. |
|      | 36  | One Chicago                       | 297 m | Büro                          | 078  | 2022 | Chicago       | |
|      | 37  | Comcast Center                    | 296 m | Büro                          | 057  | 2007 | Philadelphia  | |
|      | 38  | 311 South Wacker Drive            | 293 m | Büro                          | 065  | 1990 | Chicago       | |
|      | 39  | 70 Pine Street                    | 290 m | Büro                          | 067  | 1932 | New York      | Ehemals unter dem Namen American International Building bekannt. |
|      | 40  | 220 Central Park South            | 290 m | Wohnungen                     | 066  | 2018 | New York      | Soll eine der teuersten Wohnungen in New York beherbergen. |
|      | 41  | Key Tower                         | 289 m | Büro                          | 057  | 1991 | Cleveland     | Höchstes Gebäude in Cleveland. |
|      | 42  | One Liberty Place                 | 288 m | Büro                          | 061  | 1987 | Philadelphia  | War von 1987 bis zum Jahr 2007 Philadelphias höchstes Gebäude. |
|      | 43  | 30 Park Place                     | 285 m | Hotel/Wohnungen               | 067  | 2016 | New York      | Four Seasons Hotel, höchstes Wohngebäude von Lower Manhattan. |
|      | 43  | Two Manhattan West                | 285 m | Büro                          | 058  | 2022 | New York      | Zweithöchster Wolkenkratzer vom Manhattan West Projekt. |
|      | 45  | Columbia Center                   | 284 m | Büro                          | 076  | 1985 | Seattle       | Höchstes Gebäude in Seattle. War bis 1989 höchster Wolkenkratzer der Pazifikküste in den USA. |
|      | 46  | 40 Wall Street                    | 283 m | Büro                          | 071  | 1930 | New York      | War von April bis Mai 1930 kurzzeitig das höchste Gebäude der Welt. Auch als Trump Building bekannt. |
|      | 47  | Bank of America Plaza (Dallas)    | 281 m | Büro                          | 072  | 1985 | Dallas        | Höchstes Gebäude in Dallas. |
|      | 48  | Citigroup Center                  | 279 m | Büro                          | 059  | 1977 | New York      | |
|      | 49  | 15 Hudson Yards                   | 278 m | Wohnungen                     | 070  | 2019 | New York      | |
|      | 49  | 125 Greenwich Street              | 278 m | Wohnungen                     | 072  | 2022 | New York      | |
|      | 51  | Williams Tower                    | 275 m | Büro                          | 064  | 1983 | Houston       | |
|      | 52  | 99 Hudson Street                  | 274 m | Wohnungen                     | 079  | 2019 | Jersey City   | Höchstes Gebäude in New Jersey. |
|      | 53  | 425 Park Avenue                   | 273 m | Büro                          | 047  | 2022 | New York      | |
|      | 54  | NEMA Chicago                      | 273 m | Wohnungen                     | 076  | 2019 | Chicago       | Früher One Grant Park. Dieses Gebäude ist das höchste in Chicago außerhalb des Loop und außerdem das höchste Wohngebäude der Stadt. |
|      | 55  | Renaissance Tower                 | 270 m | Büro                          | 056  | 1974 | Dallas        | Zweithöchstes Gebäude in Dallas. |
|      | 56  | 10 Hudson Yards                   | 268 m | Büro                          | 052  | 2016 | New York      | |
|      | 57  | Sixth and Guadalupe               | 267 m | Büro                          | 066  | 2023 | Austin        | |
|      | 58  | Bank of America Corporate Center  | 265 m | Büro                          | 062  | 1992 | Charlotte     | Hauptsitz der Bank of America. |
|      | 58  | SunTrust Plaza                    | 265 m | Büro                          | 060  | 1992 | Atlanta       | Zweithöchster Bau in Atlanta. |
|      | 58  | 900 North Michigan Building       | 265 m | Hotel / Wohnungen / Büro      | 066  | 1989 | Chicago       | |
|      | 61  | 8 Spruce Street                   | 265 m | Wohnungen                     | 076  | 2011 | New York      | Höchstes Wohngebäude in lower Manhattan. Auch als Beekman Tower bekannt. |
|      | 62  | Panorama Tower                    | 265 m | Wohnungen, Hotel              | 081  | 2018 | Miami         | Höchstes Gebäude in Miami. |
|      | 63  | Trump World Tower                 | 262 m | Wohnungen                     | 072  | 2001 | New York      | War von 2001 bis 2011 der höchste Wohnwolkenkratzer der USA. Das Bauwerk ist im Besitz von Donald Trump. |
|      | 64  | 262 Fifth Avenue A1               | 262 m | Wohnungen                     | 056  | 2025 | New York      | Erreichte im Frühjahr 2024 seine endgültige Höhe. |
|      | 65  | Aqua                              | 262 m | Hotel/Wohnungen               | 086  | 2009 | Chicago       | |
|      | 66  | Water Tower Place                 | 262 m | Hotel / Wohnungen             | 074  | 1976 | Chicago       | |
|      | 67  | Aon Center (Los Angeles)          | 262 m | Büro                          | 062  | 1974 | Los Angeles   | Dritthöchstes Gebäude in Los Angeles. War von 1974 bis 1985 höchstes Gebäude der US-Westküste. |
|      | 68  | Transamerica Pyramid              | 260 m | Büro                          | 048  | 1972 | San Francisco | Zweithöchstes Gebäude in San Francisco. Von 1972 bis 1974 höchstes Hochhaus an der US-Westküste. |
|      | 69  | Comcast Building                  | 259 m | Büro                          | 070  | 1933 | New York      | Bis Juli 2015 als GE Building bekannt. Teil des Rockefeller Centers und dessen höchstes Gebäude. Besitzt auf dem Dach eine Aussichtsterrasse. |
|      | 69  | Chase Tower                       | 259 m | Büro                          | 060  | 1969 | Chicago       | |
|      | 71  | Two Liberty Place                 | 258 m | Büro/Wohnungen                | 058  | 1990 | Philadelphia  | |
|      | 72  | Sutton 58                         | 258 m | Wohnungen                     | 067  | 2022 | New York      | |
|      | 73  | One Manhattan Square              | 258 m | Wohnungen                     | 080  | 2018 | New York      | Dieses Gebäude befindet sich in unmittelbarer nähe zur Manhattan Bridge. |
|      | 73  | Rainier Square Tower              | 258 m | Büro/Wohnungen                | 064  | 2020 | Seattle       | |
|      | 75  | Park Tower                        | 257 m | Büro / Wohnungen              | 070  | 2000 | Chicago       | |
|      | 75  | Devon Energy Tower                | 257 m | Büro                          | 052  | 2012 | Oklahoma City | Höchstes Gebäude im Bundesstaat Oklahoma. |
|      | 77  | One Bennett Park                  | 257 m | Wohnungen                     | 067  | 2018 | Chicago       | |
|      | 78  | U.S. Steel Tower                  | 256 m | Büro                          | 067  | 1970 | Pittsburgh    | Höchstes Gebäude in Pittsburgh. |
|      | 79  | Salesforce Tower Chicago          | 255 m | Wohnungen                     | 060  | 2023 | Chicago       | Früher bekannt als Wolf Point South Tower. |
|      | 80  | The Orchard (Queens)              | 251 m | Wohnungen                     | 070  | 2026 | New York      | |
|      | 81  | 56 Leonard Street                 | 250 m | Wohnungen                     | 060  | 2016 | New York      | |
|      | 82  | One Atlantic Center               | 250 m | Büro                          | 050  | 1987 | Atlanta       | |

### Nach absoluter Höhe

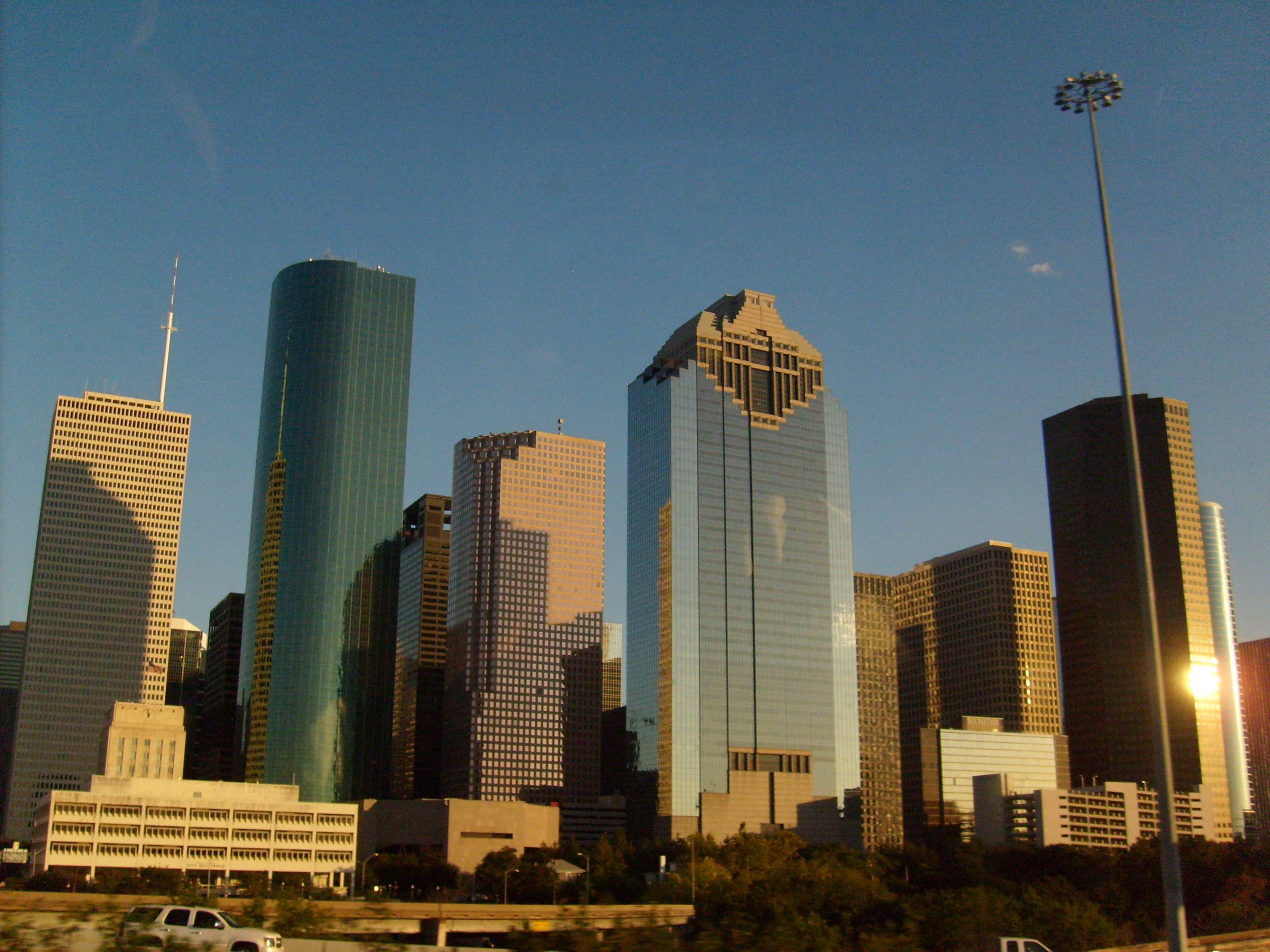
Skyline von Houston

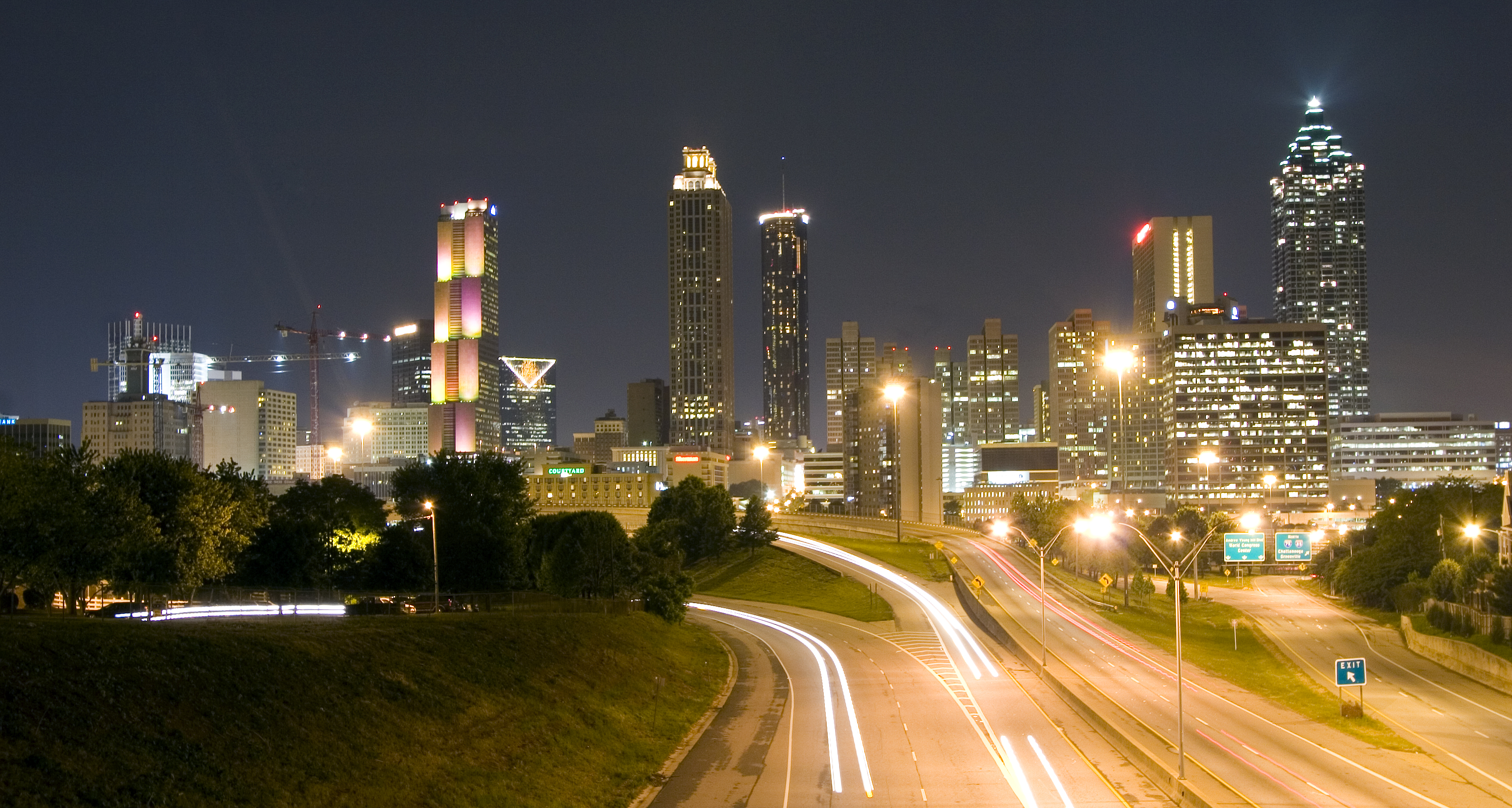
Skyline bei Nacht Atlanta

In dieser Liste wird die Höhe bis zum höchsten Punkt des Gebäudes angegeben, meist der Antennenspitze. Dies ist eine Möglichkeit, Gebäude zu vermessen; im Regelfall gilt jedoch die Höhe der Gebäudestruktur und nicht der Antennenspitze. Diese strukturelle Höhe ist in der Tabelle mit der offiziellen Höhe deklariert. Es werden alle Gebäude von mindestens 300 Metern aufgelistet.
E. = Etagen, BJ = Baujahr (Jahr der Fertigstellung)
| Nr. | Name                              | Absolute Höhe | Offizielle Höhe | E.  | BJ   | Stadt         |
| --- | --------------------------------- | ------------- | --------------- | --- | ---- | ------------- |
| 01  | One World Trade Center            | 541 m         | 541 m           | 104 | 2014 | New York      |
| 02  | Willis Tower                      | 527 m         | 442 m           | 108 | 1974 | Chicago       |
| 03  | Central Park Tower                | 472 m         | 472 m           | 099 | 2020 | New York      |
| 04  | John Hancock Center               | 457 m         | 344 m           | 100 | 1969 | Chicago       |
| 05  | Empire State Building             | 443 m         | 381 m           | 102 | 1931 | New York      |
| 06  | 111 West 57th Street              | 435 m         | 435 m           | 091 | 2019 | New York      |
| 07  | 432 Park Avenue                   | 426 m         | 426 m           | 088 | 2015 | New York      |
| 08  | Trump International Hotel & Tower | 423 m         | 423 m           | 098 | 2009 | Chicago       |
| 08  | 270 Park Avenue                   | 423 m         | 423 m           | 060 | 2025 | New York      |
| 10  | 30 Hudson Yards                   | 395 m         | 395 m           | 090 | 2019 | New York      |
| 11  | Bank of America Tower             | 366 m         | 366 m           | 055 | 2009 | New York      |
| 12  | Aon Center                        | 346 m         | 346 m           | 083 | 1973 | Chicago       |
| 13  | Comcast Technology Center         | 342 m         | 342 m           | 059 | 2018 | Philadelphia  |
| 14  | Four Times Square                 | 341 m         | 247 m           | 048 | 2000 | New York      |
| 15  | Wilshire Grand Tower              | 335 m         | 335 m           | 073 | 2017 | Los Angeles   |
| 16  | Three World Trade Center          | 329 m         | 329 m           | 080 | 2018 | New York      |
| 17  | The Brooklyn Tower                | 327 m         | 327 m           | 093 | 2022 | New York      |
| 18  | Salesforce Tower                  | 326 m         | 326 m           | 061 | 2018 | San Francisco |
| 19  | 53W53                             | 320 m         | 320 m           | 082 | 2018 | New York      |
| 20  | Chrysler Building                 | 319 m         | 319 m           | 077 | 1930 | New York      |
| 20  | New York Times Tower              | 319 m         | 319 m           | 052 | 2007 | New York      |
| 22  | Bank of America Plaza             | 317 m         | 317 m           | 055 | 1993 | Atlanta       |
| 23  | The Spiral                        | 314 m         | 314 m           | 065 | 2022 | New York      |
| 24  | U.S. Bank Tower                   | 310 m         | 310 m           | 073 | 1989 | Los Angeles   |
| 25  | 50 Hudson Yards                   | 308 m         | 308 m           | 058 | 2022 | New York      |
| 26  | AT&T Corporate Center             | 307 m         | 307 m           | 060 | 1989 | Chicago       |
| 27  | One57                             | 306 m         | 306 m           | 079 | 2014 | New York      |
| 28  | JPMorgan Chase Tower              | 305 m         | 305 m           | 075 | 1982 | Houston       |
| 28  | 520 Fifth Avenue                  | 305 m         | 305 m           | 088 | 2026 | New York      |
| 30  | 35 Hudson Yards                   | 305 m         | 305 m           | 072 | 2019 | New York      |
| 31  | One Manhattan West                | 303 m         | 303 m           | 067 | 2019 | New York      |
| 31  | Two Prudential Plaza              | 303 m         | 303 m           | 064 | 1990 | Chicago       |
| 33  | Wells Fargo Plaza                 | 302 m         | 302 m           | 071 | 1983 | Houston       |
| 33  | One Shell Plaza                   | 302 m         | 218 m           | 050 | 1971 | Houston       |

## Höchste Gebäude ihrer Zeit
Hier sind alle Gebäude aufgelistet, die in den USA jemals den Rekord für das höchste Gebäude hielten. Bis einschließlich des Sears Tower (1974) waren diese Gebäude zum Zeitpunkt ihrer Fertigstellung auch das höchste Hochhaus der Erde.
| Zeit      | Gebäude                     | Bild | Höhe  | E.  | Stadt    | Bemerkungen |
| --------- | --------------------------- | ---- | ----- | --- | -------- | --- |
| 1894–1899 | Manhattan Life Building     |      | 106 m |     | New York | erstes Hochhaus über 100 m, 1964 abgerissen. |
| 1899–1908 | Park Row Building           |      | 119 m | 030 | New York | Das Gebäude ist der älteste noch bestehende Rekordhalter aller Gebäude.                                                                                              |
| 1908–1909 | Singer Building             |      | 187 m | 047 | New York | Wurde 1968 abgerissen. |
| 1909–1913 | Metropolitan Life Tower     |      | 213 m | 050 | New York | |
| 1913–1930 | Woolworth Building          |      | 241 m | 057 | New York | |
| 1930      | 40 Wall Street              |      | 283 m | 071 | New York | Kurzzeitig, zwischen April und Mai 1930, höchstes Gebäude. Wird auch The Trump Building genannt, hieß zu Beginn jedoch Bank of Manhattan Building.                   |
| 1930–1931 | Chrysler Building           |      | 319 m | 077 | New York | War das erste Hochhaus, das den Eiffelturm übertraf und zum höchsten Bauwerk der Welt wurde (bis 1931).                                                              |
| 1931–1972 | Empire State Building       |      | 381 m | 102 | New York | Erstes Gebäude der Welt mit über 100 Stockwerken, seit 1950 mit Antenne 443 m hoch.                                                                                  |
| 1972–1974 | World Trade Center Nordturm |      | 417 m | 110 | New York | Wurde am 11. September 2001 durch einen terroristischen Anschlag zerstört. War mit Antenne 527 m hoch. Der Südturm war mit 415 m zwei Meter niedriger.               |
| 1974–2013 | Willis Tower                |      | 442 m | 108 | Chicago  | War seit 1974 höchstes Gebäude des Landes, mit Antenne 527 m hoch. Name bis Juli 2009 Sears Tower.                                                                   |
| seit 2013 | One World Trade Center      |      | 541 m | 104 | New York | Nachfolgebau des World Trade Centers; seit dem Richtfest im Mai 2013 höchstes Gebäude des Landes und als erstes über 500 m hoch. Die Eröffnung war im November 2014. |

## Höchste Gebäude nach Funktion
Diese Liste gibt die höchsten Gebäude nach Funktion an. Eine Einzelfunktion ist gegeben, wenn 85 Prozent oder mehr der Gebäudenutzfläche für einen Zweck verwendet wird. Eine gemischte Nutzung liegt vor, wenn jede Einzelfunktion mindestens 15 Prozent der Nutzfläche in Anspruch nimmt.
| Nutzung           | Gebäude                | Stadt    | Höhe  | Etagen | Baujahr |
| ----------------- | ---------------------- | -------- | ----- | ------ | ------- |
| Büros             | One World Trade Center | New York | 541 m | 104    | 2014    |
| Gemischte Nutzung | 111 West 57th Street   | New York | 435 m | 084    | 2021    |
| Wohnungen         | Central Park Tower     | New York | 472 m | 099    | 2020    |
| Hotel             | 1717 Broadway          | New York | 230 m | 068    | 2013    |

## Höchste Gebäude im Bau und in Planung

### Im Bau
Hier sind alle Gebäude in den USA aufgelistet, die sich im Bau befinden und über 250 Meter hoch werden sollen (aktive Bauarbeiten, Stand 2024). Das Jahr der Fertigstellung beruht auf den derzeitigen offiziellen Angaben. Es ist möglich, dass diese Angaben sich verändern können.

| Gebäude          | Bild | Höhe    | Nutzung (von unten nach oben) | Etagen | Jahr | Stadt    | Bemerkungen                              |
| ---------------- | ---- | ------- | ----------------------------- | ------ | ---- | -------- | ---------------------------------------- |
| The Torch        |      | 325,2 m | Hotel, Freizeitpark           | 52     | 2027 | New York | von ODA Architecture auch 740 8th Avenue |
| 520 Fifth Avenue |      | 305,4 m | Wohnungen                     | 88     | 2026 | New York | von Kohn Pedersen Fox                    |
| 262 Fifth Avenue |      | 262,1 m | Wohnungen                     | 56     | 2025 | New York | von SLCE Architects                      |

### Im Baustopp
In der nachfolgenden Liste werden Wolkenkratzer aufgelistet, deren Bau zwar bereits begann, jedoch inzwischen wieder eingestellt oder unterbrochen wurde. Die Jahresangaben sind demnach nur Richtwerte.
| Gebäude              | Bild | Höhe    | Nutzung (von unten nach oben) | Etagen | Jahr | Stadt    | Bemerkungen                                                                 |
| -------------------- | ---- | ------- | ----------------------------- | ------ | ---- | -------- | --------------------------------------------------------------------------- |
| 2 World Trade Center |      | 410,9 m | Büro                          | 79     |      | New York | Teil des World-Trade-Center-Wiederaufbaus, auch 200 Greenwich Street.       |
| 45 Broad Street      |      | 317 m?  | Wohnungen                     | 52     |      | New York | Neue Planung und Rendering von Handel Architects Anfang 2023.               |
| 3 Hudson Boulevard   |      | 300,6 m | Büro                          | 56     |      | New York | Auch unter dem Namen The GiraSole bekannt.                                  |
| 161 Maiden Lane      |      | 204,2 m | Wohnungen                     | 60     |      | New York | Auch unter dem Namen One Seaport bekannt. Bauarbeiten wurden 2021 gestoppt. |
| 45 Park Place        |      | 203,3 m | Wohnungen                     | 43     | 2018 | New York | Von SOMA und Ismael Leyva Architects entworfen.                             |

### In Planung
Hier sind alle Gebäude in den USA aufgelistet, deren Bau noch nicht begonnen hat, jedoch bereits geplant wurde. Die Angabe des Jahres (falls angegeben) ist nur ein Richtwert, kann sich also noch ändern. Es wird nicht zwischen genehmigten und nicht genehmigten Projekten unterschieden (jedoch wird dies in der Bemerkungszeile vermerkt).
E. = Etagen
| Gebäude                             | Höhe    | Nutzung (von unten nach oben) | E.  | Jahr | Stadt         | Bemerkungen                                                                                     |
| ----------------------------------- | ------- | ----------------------------- | --- | ---- | ------------- | ----------------------------------------------------------------------------------------------- |
| Midtown West (Entwicklungsplan)     | 700 m   |                               | 150 | 2025 | New York      | Beinhaltet vier Pläne zur Neugestaltung des Madison Square Gardens, sowie der Penn Station.     |
| Old Post Office Redevelopment Tower | 610 m   | Büro / Hotel / Wohnungen      |     |      | Chicago       | Im Jahr 2011 vorgestellter Entwicklungsplan                                                     |
| Shvo Central Park Tower             | 400 m   | Multiple Nutzung              | 100 |      | New York      | [ 12 ]                                                                                          |
| NAR Tower                           | 400 m   | Wohnungen                     | 093 |      | Chicago       |                                                                                                 |
| Edgar Towers Skyvoid                | 396 m   | Multiple Nutzung              | 070 |      | New York      |                                                                                                 |
| PENN 15                             | 365,7 m | Büro                          | 056 | 2030 | New York      | Bau genehmigt. Auch unter den Namen 15 Penn Plaza und Vornado Tower bekannt. Baubeginn ab 2023. |
| 520 West 41st Street                | 335 m   | Wohnungen                     | 106 |      | New York      |                                                                                                 |
| 1800 Arch Street                    | 342 m   | Büro                          | 059 | 2017 | Philadelphia  | Von Norman Foster entworfen. Auch als Comcast Innovation & Technology Center bekannt.           |
| One Brickel CityCentre              | 336 m   | Büro                          | 080 | 2018 | Miami         | Bau genehmigt. Wäre das höchste Gebäude in Miami.                                               |
| Signature Tower                     | 314 m   | Büro                          | 070 |      | Nashville     | Würde zum höchsten Gebäude in Nashville werden. Keine Projektneuigkeiten seit 2009.             |
| One Bayfront Plaza                  | 308 m   | Büro                          | 080 | 2018 | Miami         | Bau wurde genehmigt.                                                                            |
| Sherwood Tower                      | 305 m   | Büro                          | 065 | 2016 | New York      | Steht auf Gelände des ehemals geplanten World Product Centers.                                  |
| Skyrise Miami                       | 302 m   | Aussichtsdeck                 |     | 2020 | Miami         |                                                                                                 |
| Conservatory Tower                  | 290 m   | Hotel / Wohnungen             | 070 |      | Chicago       |                                                                                                 |
| SNCI NYC Tower                      | 290 m   | Wohnungen                     | 057 |      | New York      |                                                                                                 |
| 375 East Wacker Drive               | 280 m   | Hotel                         | 071 |      | Chicago       | Keine Projektneuigkeiten seit 2008.                                                             |
| 50 First Street                     | 278 m   | Büro                          | 064 |      | San Francisco |                                                                                                 |
| Brickell Financial Center Phase Two | 275 m   | Wohnungen / Hotel / Büro      | 068 | 2013 | Miami         |                                                                                                 |
| Westport Redevelopment Tower        | 270 m   | Wohnungen                     | 065 |      | Baltimore     | Keine Projektneuigkeiten seit 2009.                                                             |
| Intercontinental Chicago            | 259 m   | Hotel / Büro / Wohnungen      | 071 |      | Chicago       |                                                                                                 |
| Atlantic Beach Resort & Casino      | 253 m   | Hotel                         | 0?  |      | Atlantic City |                                                                                                 |
| Met 3                               | 252 m   | Wohnungen                     | 075 |      | Miami         |                                                                                                 |

## Höchste nicht mehr bestehende Gebäude
Diese Liste gibt die höchsten Gebäude an, die zu einem früheren Zeitpunkt bestanden, inzwischen jedoch nicht mehr existieren. Sie wurden abgerissen oder zerstört.
E. = Etagen, BJ = Baujahr (Jahr der Fertigstellung)
| Gebäude                                      | Stadt        | Höhe    | E.  | BJ   | Bestandsende | Bemerkungen |
| -------------------------------------------- | ------------ | ------- | --- | ---- | ------------ | --- |
| One World Trade Center (original) (Nordturm) | New York     | 417 m   | 110 | 1972 | 2001         | Wurde am 11. September 2001 durch einen Terroranschlag zerstört. Das Gebäude war während seiner kompletten Bestehungszeit der höchste Wolkenkratzer in New York City und bei seiner Fertigstellung höchstes Gebäude der Welt. Höchstes zerstörtes Gebäude der Welt. Mit Mast 527 m. |
| Two World Trade Center (original) (Südturm)  | New York     | 415 m   | 110 | 1973 | 2001         | Wurde durch einen terroristischen Anschlag am 11. September 2001 zerstört. War während seiner ganzen Bestehungszeit zweithöchstes Gebäude von New York City. |
| JP Morgan World Headquarters (New York)      |              | 215,5 m | 52  | 1960 | 2021         | Stilführendes Gebäude entlang der Park Avenue gewesen. Als Hauptquartier der Union Carbide erbaut. Gehörte später der JP Morgan Chase, welche auf der Fläche einen Neubau errichten. 2019 bis 2021 abgebrochen. Seither höchstes abgerissenes Gebäude der Welt.                     |
| Singer Building                              | New York     | 187 m   | 047 | 1908 | 1968         | Wurde 1968 abgebrochen, um Platz für One Liberty Plaza machen. Es ist damit das höchste je abgerissene Gebäude überhaupt und war von 1908 bis 1909 höchstes Gebäude der Welt. |
| World Trade Center 7                         | New York     | 174 m   | 047 | 1987 | 2001         | Wurde durch die Anschläge am 11. September 2001 durch Trümmer des Nordturms so schwer beschädigt, dass ein Feuer ausbrach und das Gebäude nach acht Stunden in Flammen einstürzte.                                                                                                  |
| Deutsche Bank Building                       | New York     | 172 m   | 040 | 1974 | 2011         | Abgerissen. Soll Platz für Turm 5 des neuen World Trade Centers machen. |
| Morrison Hotel                               | Chicago      | 160 m   | 045 | 1926 | 1965         | Wurde abgerissen, um für den Chase Tower Platz zu schaffen. |
| One Merdian Plaza                            | Philadelphia | 150 m   | 038 | 1972 | 1999         | Wurde bereits 1991 durch einen Brand stark beschädigt, so dass es 1999 endgültig abgerissen wurde. |
| City Investing Building                      | New York     | 148 m   | 033 | 1908 | 1968         | Dieses Gebäude wurde 1968 gemeinsam mit dem Singer Building abgerissen. |
| JL Hudson Company Department Store           | Detroit      | 125 m   | 029 | 1911 | 1998         | Höchstes implodiertes Gebäude der Welt. |